# Марокканський м'ятний чай
Марокканський м'ятний чай (араб. الشاي بالنعناع, бербер. ⴰⵜⴰⵢ) — зелений чай, який готують із листя м'яти та цукру. Це традиційний чай Магрибу (північно-західні африканські країни Марокко, Алжир, Туніс, Лівія та Мавританія). Його споживання поширилося по всій Північній Африці, Сахелі, Франції, арабському світі та частинах Близького Сходу.

## Історія
Попри те, що марокканський м'ятний чай став традиційним напоєм у країнах Магрибу, насправді він з'явився зовсім нещодавно. З часів античності м'ята використовувалася в усьому Середземномор'ї у вигляді настою, відвару або в лікувальних цілях. У середині XIX століття англійці зіткнулися з втратою слов'янських ринків після Кримської війни. Вони шукали нові точки збуту, і тому знайшли нового покупця в Марокко, і почали відправляти до портів Могадор і Танжер, щоб продати свої запаси ганпаудеру (сорт зеленого чаю). Марокканці додавали м'яту, щоб пом'якшити гіркоту чаю, і відразу привласнили напій собі, створивши м'ятний чай.
Завдяки кочовому населенню, чай швидко поширився по всьому Магрибу, потім по всій Західній Африці. Поступово запроваджувались церемонії споживання чаю.

## Приготування
Для приготування потрібно: зелений чай сорту ганпаудер, пучок м'яти (лат. Mentha crispa L.) та цукор звичайний.
Заварювати слід в металевому чайнику, ідеально підійдуть високі судини.
- Помістити чай у чайник. Залити чай окропом, після чого потрібно трохи почекати, щоб листя відкрилося та очистилося.
- Воду злити, додати м'яту і половину цукру. Залити окропом. Поставити на вогонь, довести до кипіння.
- Всипати решту цукру, все гарненько перемішати.
- Наливати по склянках у три етапи, виливаючи чай назад у глечик, щоб цукор і чай добре перемішалися, тоді напій набуває правильний смак.

Як і в будь-якій країні, де розвинена чайна культура, проведення церемонії зводитися в ранг мистецтва і вимагає особливих умінь. Заварювати марокканський м'ятний чай може тільки чоловік, а жінкам належить дбати про частування. Чай заварюється у витонченому металевому чайнику і розливається в прозорі скляні чашки з висоти. Найвищою майстерністю вважається вміння налити чай з висоти свого росту в чашки, що стоять на підлозі, не проливши ні краплі води. Напій наливається тонкою цівкою, щоб утворилася ажурна, стійка пінка. Таким чином чай не тільки виглядає естетично, але і збагачується киснем та охолоджується. Струмінь води прибиває чаїнки на дно, а кисень допомагає настою розкрити неповторний аромат.
Східні чайні чашки не мають ручок і більше схожі на склянки. Дуже важливо правильно тримати чашку: великим пальцем підтримують дно, а вказівний ставлять на верхній край. Під час чаювання гостю пропонують три порції чаю різної міцності заварювання. В Алжирі навіть існує приказка: «Перша склянка ніжна, як життя, друга — міцна, як любов, а третя — гірка, як смерть». До чаю часто подають частування: традиційне марокканське печиво, інжир, кусковий цукор, сухофрукти і свіжу м'яту.

## Зображення

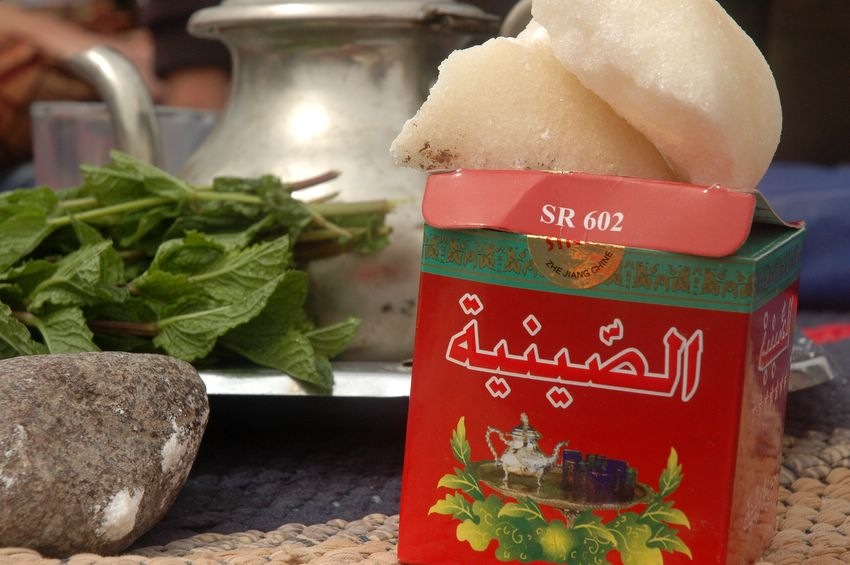
Інгредієнти для приготування.
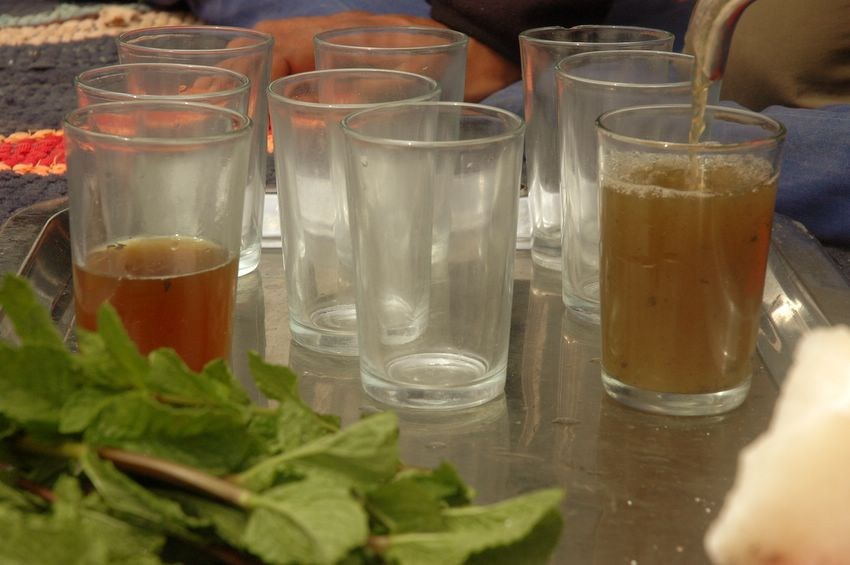
Прочищення чаю.
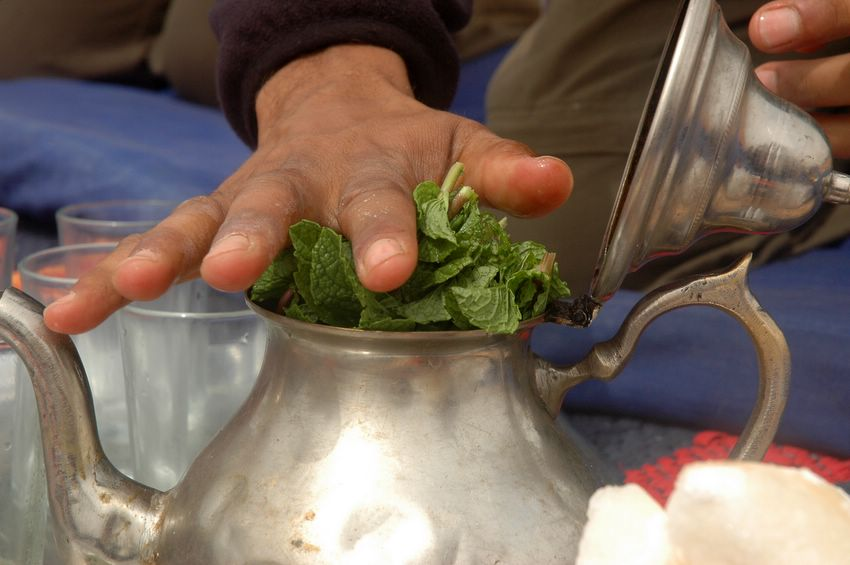
Додавання м'яти.
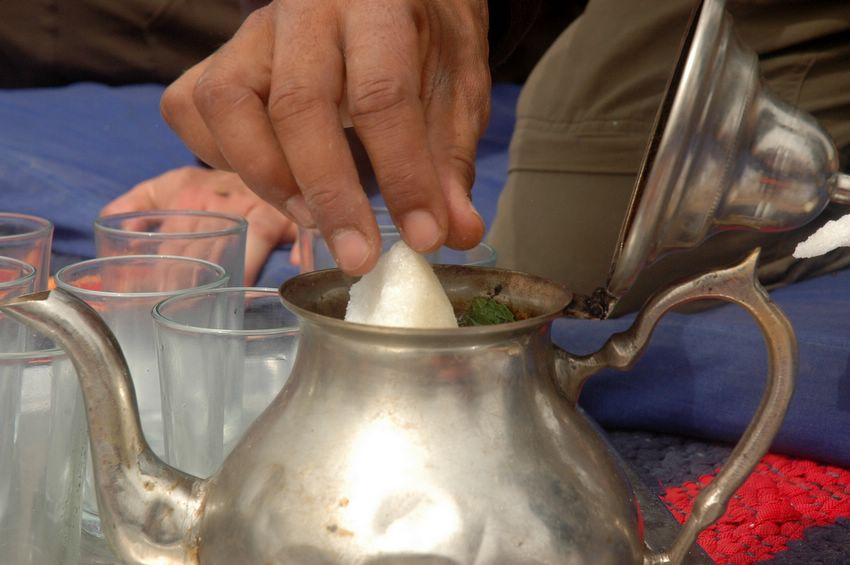
Додавання цукру.
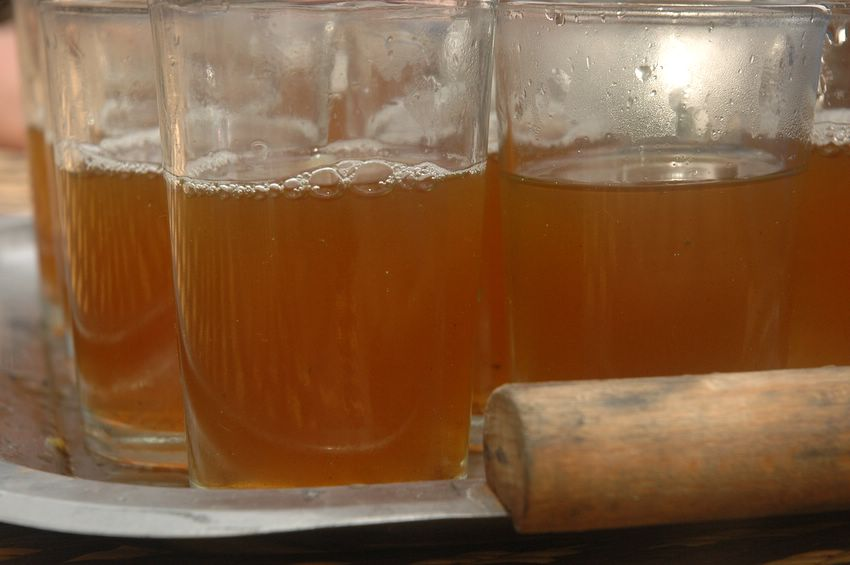
Приготований напій.